# Przetwarzanie danych osobowych
Przetwarzanie danych osobowych – operacja lub zestaw operacji wykonywanych na danych osobowych.
Zgodnie z art. 4 pkt. 2 ogólnego rozporządzenia o ochronie danych RODO przetwarzanie danych oznacza
operację lub zestaw operacji wykonywanych na danych osobowych lub zestawach danych osobowych w sposób zautomatyzowany lub niezautomatyzowany, taką jak zbieranie, utrwalanie, organizowanie, porządkowanie, przechowywanie, adaptowanie lub modyfikowanie, pobieranie, przeglądanie, wykorzystywanie, ujawnianie poprzez przesłanie, rozpowszechnianie lub innego rodzaju udostępnianie, dopasowywanie lub łączenie, ograniczanie, usuwanie lub niszczenie
Przetwarzanie danych osobowych jest zgodne z prawem, gdy opiera się co najmniej jednej z poniższych przesłanek:
1. osoba, której dane dotyczą, wyraziła zgodę na przetwarzanie swoich danych osobowych w jednym lub większej liczbie określonych celów[2];
2. przetwarzanie jest niezbędne do wykonania umowy, której stroną jest osoba, której dane dotyczą, lub do podjęcia działań na żądanie osoby, której dane dotyczą, przed zawarciem umowy[3];
3. przetwarzanie jest niezbędne do wypełnienia obowiązku prawnego ciążącego na administratorze[4];
4. przetwarzanie jest niezbędne do ochrony żywotnych interesów osoby, której dane dotyczą, lub innej osoby fizycznej[5];
5. przetwarzanie jest niezbędne do wykonania zadania realizowanego w interesie publicznym lub w ramach sprawowania władzy publicznej powierzonej administratorowi[6];
6. przetwarzanie jest niezbędne do celów wynikających z prawnie uzasadnionych interesów realizowanych przez administratora lub przez stronę trzecią, z wyjątkiem sytuacji, w których nadrzędny charakter wobec tych interesów mają interesy lub podstawowe prawa i wolności osoby, której dane dotyczą, wymagające ochrony danych osobowych, w szczególności gdy osoba, której dane dotyczą, jest dzieckiem[7].

Przetwarzanie szczególnych kategorii danych osobowych (danych wrażliwych) jest zabronione, o ile nie jest spełniona przynajmniej jedna z przesłanek wskazanych w art. 9 ust. 2 RODO.
Za przetwarzanie danych osobowych zgodnie z prawem jest odpowiedzialny administrator danych (lub podmiot przetwarzający w stosunku do danych, które przetwarza w imieniu administratora danych).